# 15819 Alisterling
15819 Alisterling este un asteroid din centura principală de asteroizi.

## Descriere
15819 Alisterling este un asteroid din centura principală de asteroizi. A fost descoperit pe 28 septembrie 1994 la Kitt Peak National Observatory în cadrul proiectului Spacewatch. Asteroidul prezintă o orbită caracterizată de o semiaxă mare de 2,19 ua, o excentricitate de 0,11 și o înclinație de 6,8° în raport cu ecliptica.